# Гастон Фоа
Гастон Фоа (фр. Gaston de Foix, 1489-11. априла 1512) био је француски војсковођа који се истакао у италијанским ратовима.

## Италијански ратови
Дошао је 1512. на чело француске војске у Италији. Толико је брзо изводио операције да је назван громом Италије (фр. Foudre d'Italie). Заузео је Болоњу 5. фебруара 1512, два дана касније био је већ под Брешом, коју је напао и заузео, тукавши у међувремену млетачку деблокадну војску код Изоле дела Скала (итал. Isola della Scala), а 11. априла потукао је код Равене шпанско-италијанску војску. Погинуо је на крају битке.